# Randi Blehr
 Randi Marie Blehr nacida Nilsen, (Bergen, 12 de febrero de 1851 – Oslo, 13 de junio de 1928) fue una activista noruega feminista, sufragista y defensora de los derechos de las mujeres. Estaba casada con el primer ministro de Noruega, Otto Blehr, y era la madre de Eivind Blehr. Fue cofundadora de la Asociación Noruega por los Derechos de las Mujeres, y presidió la asociación desde 1895 hasta 1899, y nuevamente desde 1903 hasta 1922.

## Trayectoria
Nació en 1851 en Bergen hija de Andreas Rasmussen Nilsen 1822–98) y Margrethe Andrea Tornøe (1827–1909); ella era la mayor de hermanos. No recibió educación formal, pero se interesó por las artes desde temprana edad, incluido el dibujo, el teatro y la música. Cuando tenía 17 años, se unió a Vestmannalaget, la asociación de idiomas más antigua de Noruega. Participó en el establecimiento de Den Nationale Scene, el teatro más grande y antiguo de Bergen, en 1876, y en el mismo año se casó con Otto Blehr, abogado y político del Partido Liberal  que luego sería elegido primer ministro de Noruega

## Activismo
Blehr se involucró en el movimiento feminista noruego en la década de 1880. Se unió a Skuld, un grupo de discusión de estudiantes femeninas, en 1883, y fue una de las cofundadoras de la Asociación Noruega por los Derechos de las Mujeres ( Kvindesagsforening ) en 1884. Más tarde se convirtió en la presidenta de la organización durante más de dos períodos: 1895 a 1899, y de 1903 a 1922. Como presidenta de la Asociación Blehr luchó por mejorar las condiciones sociales y económicas de las amas de casa, la clase trabajadora y las mujeres de clase media baja. Ella solicitó al parlamento formalizar la educación vocacional para mujeres mediante la creación de cursos de capacitación para sirvientas, costureras, cocineras y amas de casa. Bajo el liderazgo de Blehr, la asociación también abogó por la igualdad salarial y para que los niños nacidos fuera del matrimonio tuvieran su paternidad reconocida legalmente.
En 1885, dado que la Asociación por los Derechos de las Mujeres decidió no incluir el sufragio femenino en su agenda, Blehr cofundó la Asociación de Sufragio Femenino ( Kvinnestemmerettsforeningen ) bajo el liderazgo de Gina Krog . Un año después, también ayudó a crear la Asociación Noruega de Salud Pública para Mujeres ( Norske Kvinners Sanitetsforening ). En 1903 fue elegida presidenta de la Asociación Noruega de Mujeres por la Paz ( Norske Kvinners Fredsforbund ). Durante los períodos en que la carrera política de su esposo les obligó a abandonar su hogar en Oslo y vivir en Suecia, trabajó como anfitriona en el Norska Ministerhotellet en Estocolmo .  
Blehr recibió la Medalla de Oro al Mérito del Rey  ( Kongens fortjenstmedalje ) en su 70 cumpleaños en 1921. Murió en 1928 y fue enterrada en el Cementerio de Nuestro Salvador en Oslo.